# Nishi-Yodogawa
Nishi-Yodogawa (西淀川区, Nishi-Yodogawa-ku), sovint romanitzat com a Nishiyodogawa, és un dels 24 districtes urbans de la ciutat d'Osaka, capital de la prefectura homònima, a la regió de Kansai, Japó. El nom del districte, Nishi-Yodogawa, es pot traduir al català com a "Yodogawa de l'oest" o "Yodogawa occidental", fent així referència a la seua posició geogràfica a la ciutat.

## Geografia
El districte urbà de Nishi-Yodogawa es troba localitzat a l'extrem nord-oest de la ciutat d'Osaka, capital de la prefectura homònima. Al seu sud, el districte limita amb el riu Yodo. El territori del districte de Nishi-Yodogawa limita amb els de Konohana i Fukushima al sud, amb la ciutat d'Amagasaki, a la prefectura de Hyogo al nord i amb el districte germà de Yodogawa a l'est.

### Barris
Els chōchō o barris del districte són els següents:
- Utajima (歌島)
- Ōno (大野)
- Ōwada (大和田)
- Kashiwazato (柏里)
- Takeshima (竹島)
- Chibune (千舟)
- Tsukuda (佃)
- Dekijima (出来島)
- Nakashima (中島)
- Nishishima (西島)
- Nozato (野里)
- Hanakawa (花川)
- Himesato (姫里)
- Himeshima (姫島)
- Hyakushima (百島)
- Fuku-machi (福町)
- Mitejima (御幣島)

## Història
El districte de Nishi-Yodogawa va ser creat l'1 d'abril de 1925 fruit de la incorporació a Osaka de nous municipis pertanyents fins aleshores al ja desaparegut districte de Nishinari. L'any 1943, el districte patiria les seues primeres escissions: l'1 d'abril d'aquell any, diversos barris de Nishi-Yodogawa se separarien per tal d'integrar els nous districtes de Konohana, Fukushima i el ara desaparegut Ōyodo. També el districte de Higashi-Yodogawa (creat el mateix any que Nishi-Yodogawa) va fer-se amb un tros del districte, el qual més tard, l'any 1974 s'escindiria per tal de crear l'actual districte de Yodogawa.

## Demografia
| 1920   | 1930   | 1940   | 1950   | 1960    | 1970    | 1980   |
| ------ | ------ | ------ | ------ | ------- | ------- | ------ |
| ND     | ND     | ND     | ND     | 116.728 | 110.052 | 90.691 |
| 1990   | 2000   | 2010   | 2020   | 2030    | 2040    | 2050   |
| 95.047 | 92.465 | 97.537 | 96.131 | -       | -       | -      |

## Transport

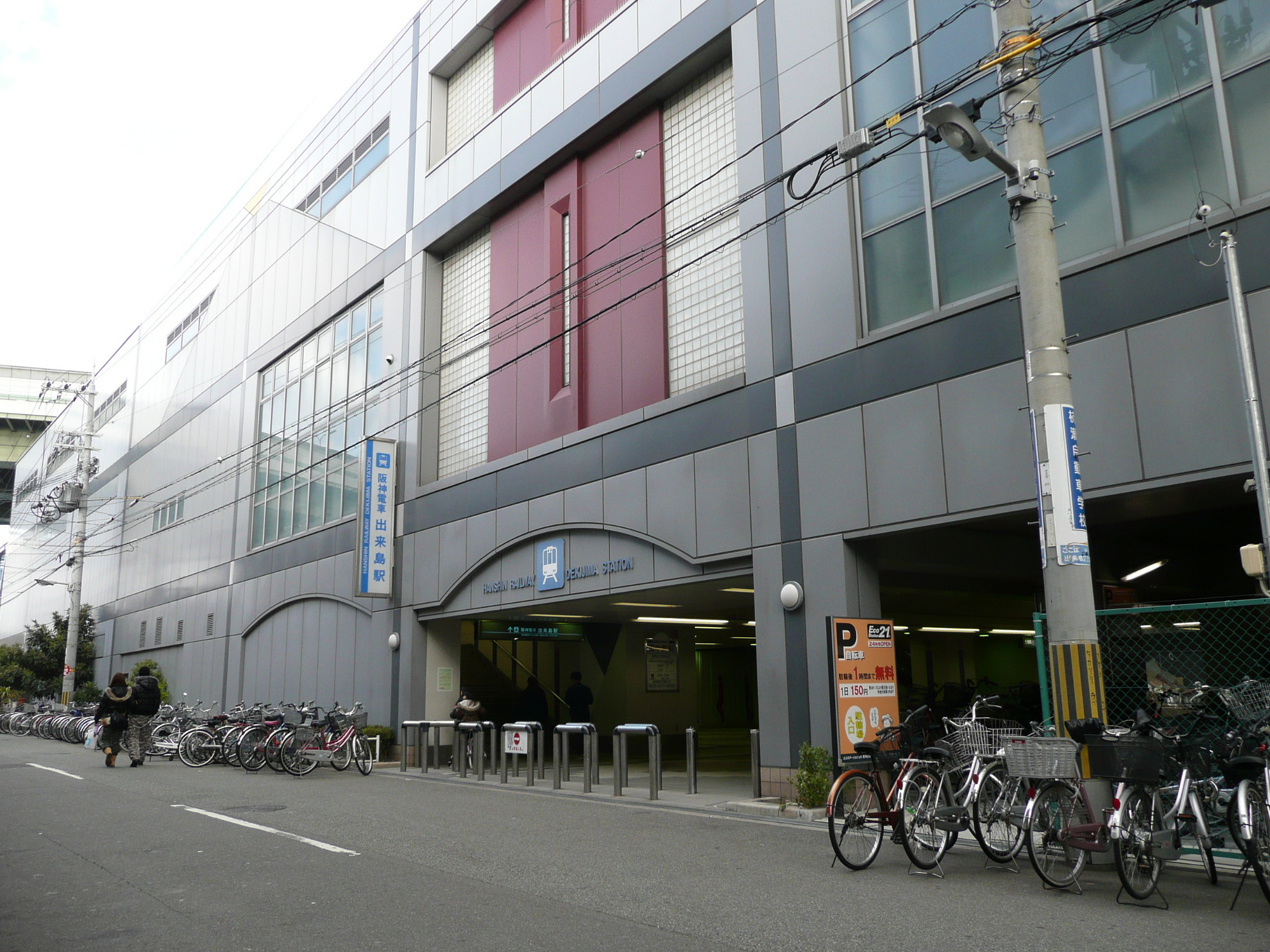
Estació de Dekijima

### Ferrocarril
- Companyia de Ferrocarrils del Japó Occidental (JR West)
  - Mitejima
- Ferrocarril Elèctric Hanshin
  - Himejima - Chibune - Fuku - Dekijima

### Carretera
- Autopista Hanshin
- Nacional 2 - Nacional 43